# 反巴勒斯坦主义
反巴勒斯坦主义 是指团体、个人或政府对巴勒斯坦人的偏见和歧视。很多持反巴勒斯坦立場的人往往也有反阿拉伯情緒和伊斯兰恐惧症。以色列、美国 和黎巴嫩 境內有不少人厭惡巴勒斯坦。另外在美國，阿拉伯裔美國人如果去批评以色列，一些反巴勒斯坦主义者就會認為他們是反犹太主义者。